# 中部管区警察学校
中部管区警察学校（ちゅうぶかんくけいさつがっこう）は、中部管区警察局の組織のひとつ。中部管区警察局職員および管区内警察の幹部警察職員を育成・訓練するほか、専門実務の運用に関する教育・研究・調査を主要任務としている。

## 概要
警部補・巡査部長の警察官及び係長・主任の一般職員を対象とした昇任時教育、専門的教育等を実施する警察学校である。校訓は「質実」「剛健」「奉仕」。
所在地は、〒485-0825　愛知県小牧市大字下末1551

## 組織
学校長、教務部長および指導部長は警察官が、庶務部長は事務官が務める。
- 庶務部
  - 庶務課
  - 会計課
- 教務部
  - 教務科
  - 生活安全刑事教官室
  - 交通警備教官室
- 指導部
  - 学生科
  - 警務術科教官室

## 教養課程
- 警部補任用科
- 巡査部長任用科
- 係長任用科
- 主任任用科
- 専科

他に、中部管区機動隊の訓練も実施する。